# Identidad sexual

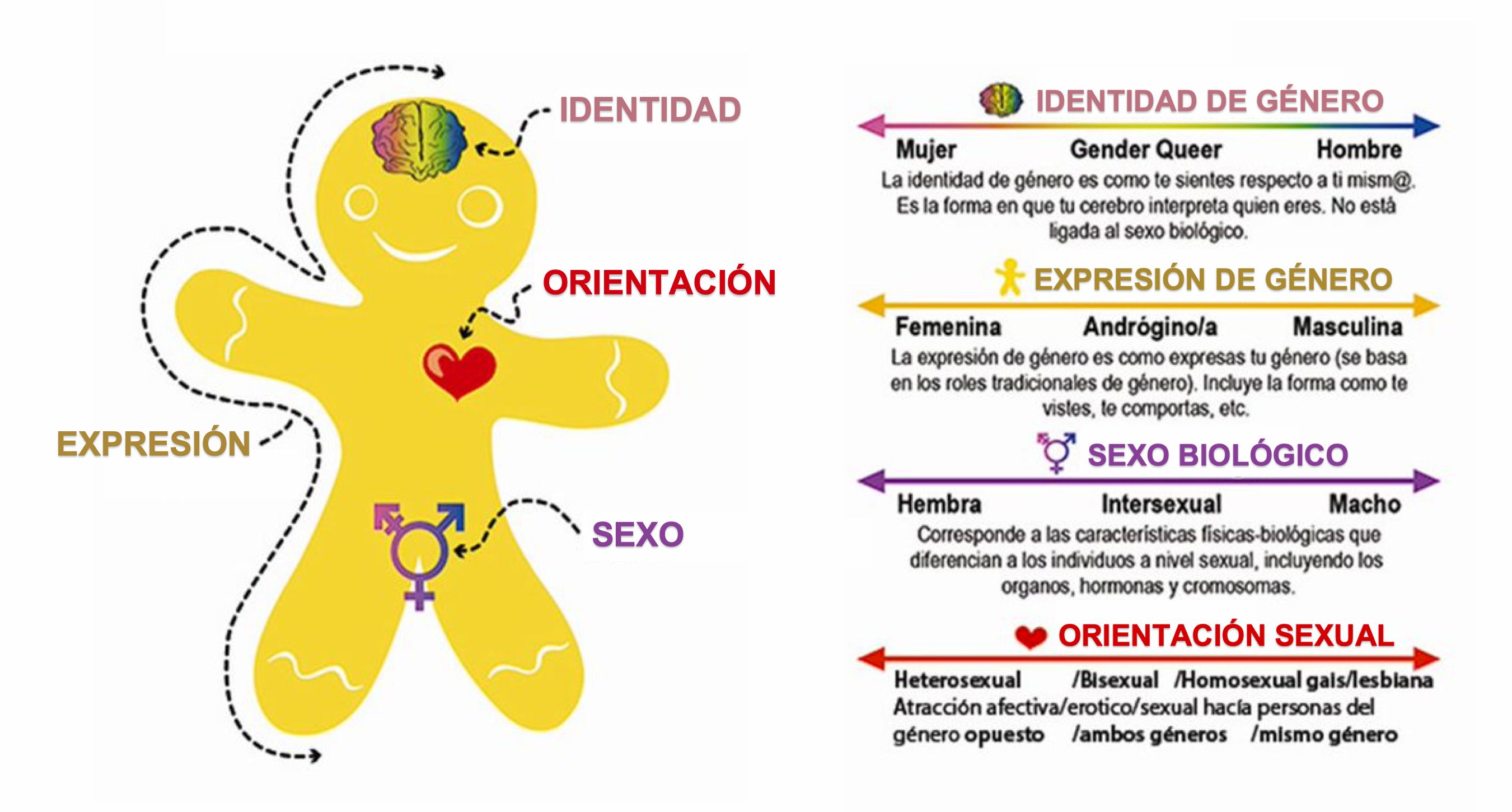
Elementos de la identidad sexual: identidad de género, expresión de género, sexo y orientación sexual.

La identidad sexual o identidad de sexo alude a la percepción que un individuo tiene sobre sí mismo respecto a su propio sexo en función de la evaluación que realiza de sus características físicas o biológicas que «generalmente refleja la apariencia física externa y el rol típicamente vinculado al sexo que uno desarrolla y prefiere».
En términos generales alude al aspecto psicológico de la sexualidad de un individuo desde lo corpóreo, desde la genitalidad, y está conformada por tres elementos: la identidad de género, la orientación sexual y el rol de género. Este constructo incluiría el patrón de características sexuales biológicas de un individuo «que forman un patrón cohesivo que no deja lugar a dudas respecto a cual es su sexo». Dentro de la orientación sexual se incluye la llamada atracción sexual, que determina las razones y el grado del deseo sexual. 

## Sexo biológico
El sexo biológico alude a la anatomía física de una persona, tanto a los órganos sexuales externos como a los atributos físicos derivados, los cromosomas sexuales y las estructuras reproductivas internas. Para la mayoría de las personas, los indicadores anatómicos del sexo se alinean de un modo binario, siendo su sexo masculino o femenino. Sin embargo, también pueden darse variaciones intersexuales que son propias de la especie humana y de otras especie animales. La intersexualidad supone que el individuo nazca con una anatomía reproductiva o sexual que no se ajusta completamente a lo que se espera de un cuerpo femenino o un cuerpo masculino, normalmente debido a que el individuo nace con genitales o rasgos no normativos.
Tradicionalmente, esta variación era conocida como hermafroditismo, aunque hoy es un término en desuso. En 2013, Naciones Unidas condenaron el uso de la llamada "cirugía para la normalización del género", realizada en bebés intersexuales con genitales ambiguos. Actualmente, esta innecesaria cirugía en bebés se sitúa en la misma categoría que la esterilización involuntaria o la terapia de reorientación sexual. Obviamente, siempre que se aplique o administre sin el consentimiento libre e informado de la persona que se somete a dicha cirugía. 

Sexo masculino
Sexo femenino
Bandera del orgullo intersexual

## Identidad de género
La identidad de género es la percepción subjetiva que un individuo debe tener sobre sí mismo en lo relativo al género. Se considera que una persona es cisgénero si su identidad de género coincide con su sexo biológico, mientras que una persona será transgénero si su identidad de género difiere del sexo biológico con el que fue asignada al nacer. Una persona transgénero se reconoce como transexual o trans desde el momento en el que modifica su cuerpo o tiene el deseo de hacerlo hacia el fenotipo sexual opuesto a aquel que le fue asignado al nacer, bien sea mediante métodos hormonales, quirúrgicos o ambos. Se denomina como hombre trans (transmasc) a aquella persona que, pese a haber sido asignada al sexo femenino al nacer, según las características físicas propias de su sexo biológico, sitúa su identidad dentro del género masculino. Por contra, se denomina como mujer trans (transfem) a la que, pese a haber sido asignada al sexo masculino al nacer, según las características físicas propias de su sexo biológico, sitúa su identidad dentro del género femenino. Dentro del colectivo trans suelen incluirse los llamados géneros no binarios o cuirgénero (genderqueer), personas con una identidad que no se ajusta al binarismo de género, ya que su identidad no se percibe totalmente masculina o femenina. Sin embargo, existen personas no binarias que no se identifican dentro del colectivo trans porque este sí que se articula dentro del binarismo de género. Esto ha hecho que en los últimos años se hayan añadido las acepciones queer (Q) y plus (+) dentro del colectivo LGBTQ+, abarcando de esta manera a aquellas identidades de género no binarias:
- Tercer género: concepto antropológico y sociológico que se usa para clasificar a aquellos géneros totalmente alejados de los conceptos de hombre o mujer que son reconocidos como válidos en ciertas culturas no occidentales. El término designa a personas transgénero y/o intersexuales que se autoperciben con una identidad de género opuesta a su sexo biológico, pero que al no ser masculina ni femenina, es entendida como un tercer género, en un sentido sagrado.[23] Casos concretos son las vírgenes juramentadas en los Balcanes, berdache y winkte en América del Norte, muxe en México, hijra en la India, kathoey en Tailandia, apwint en Birmania, akava'ine en Islas Cook, fa'afafine en Samoa, mahu en Hawái o khanith en la cultura árabe.

- Maverique: género disidente o inconformista, concebido como la alternativa occidental al tercer género, pues incluye a todas las personas occidentales que, pese a autoidentificarse con un género concreto, lo hacen con uno que no tiene ninguna relación con lo masculino, lo femenino u otro grado intermedio. Los maverique pertenecen a un tercer género ajeno al binarismo.[24]
- Bigénero: personas que se autoidentifican simultáneamente con dos géneros distintos, los cuales pueden ser el género masculino, el género femenino y/u otros géneros no binarios.[25]
- Trigénero: personas que se autoidentifican simultáneamente con tres géneros distintos, los cuales pueden ser el género masculino, el género femenino y/u otros géneros no binarios.[26]

- Pangénero: personas que se autoidentifican simultáneamente con más de tres géneros distintos o, en casos más amplios, con todos aquellos que existen en su propio ámbito cultural.[27]
- Género fluido: personas que transicionan entre dos o más géneros de forma permanente o esporádica, pudiendo ser bigénero, trigénero o pangénero según sea el número de géneros que estén implicados en dicha fluctuación. Estas pueden fluir de lo masculino a lo no binario, de lo femenino a lo no binario, sólo entre géneros no binarios o entre todos los géneros.[28]

- Agénero: personas que presentan una ausencia total o parcial de género, bien sea de forma permanente o esporádica.[29] No hay que confundir a los agénero con las personas asexuales.
- Neutrois: personas que se autoidentifican con un género neutro.[30]
- Xenogénero: personas que tienen una experiencia de género atípica en relación con el ser humano común.[31]

Bandera trans
Bandera no binaria
Bandera maverique
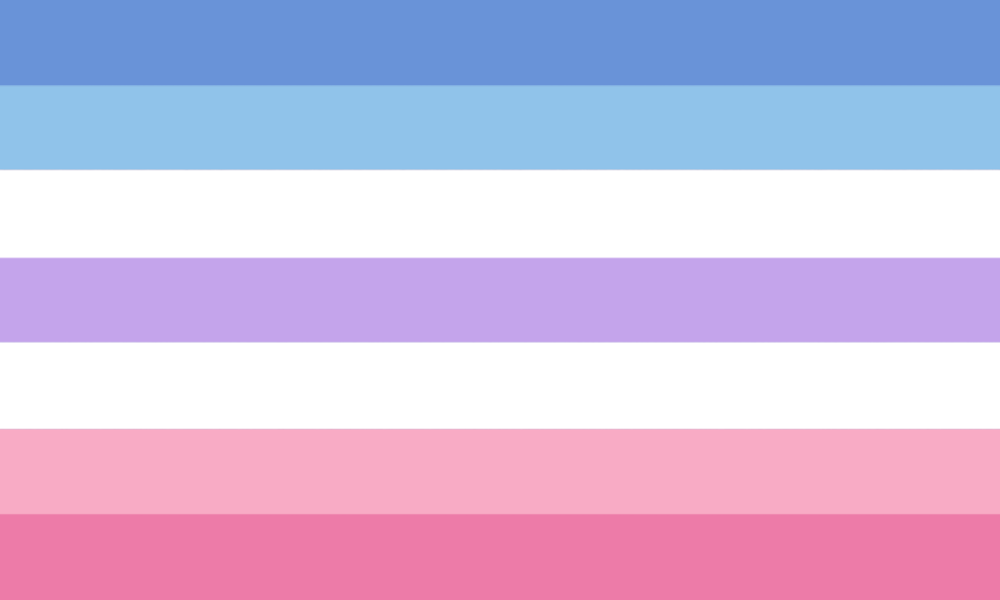
Bandera bigénero
Bandera trigénero
Bandera pangénero
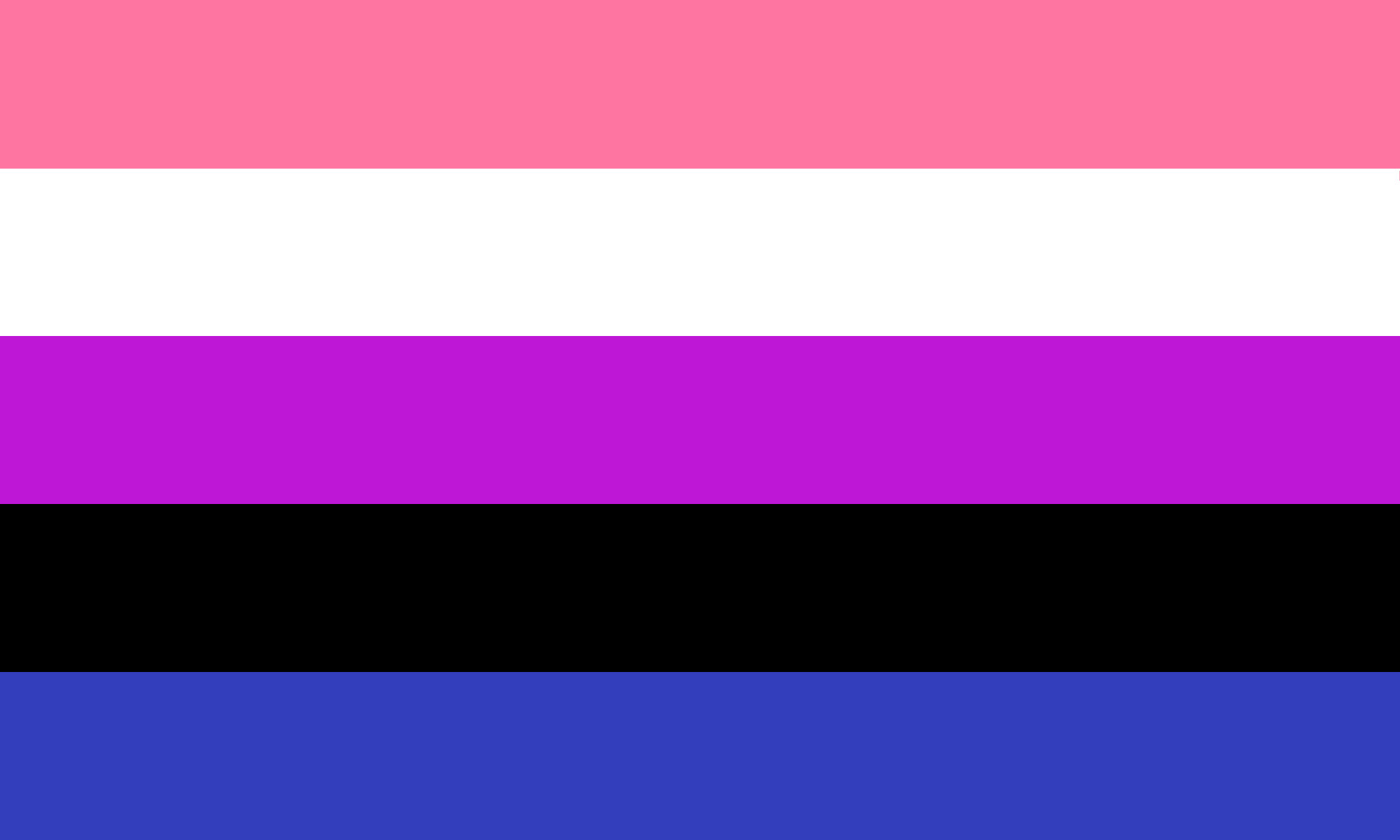
Bandera género fluido
Bandera agénero
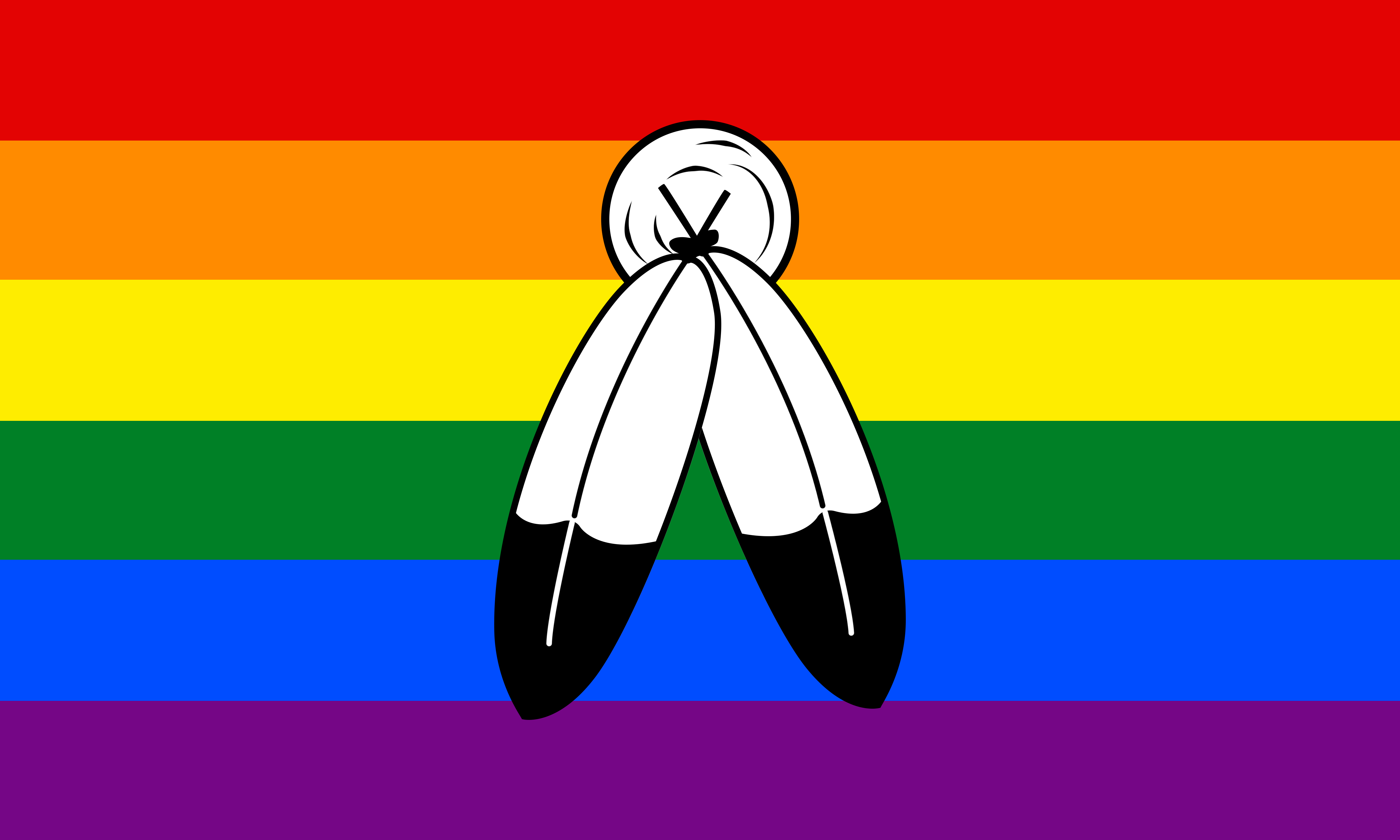
Bandera berdache
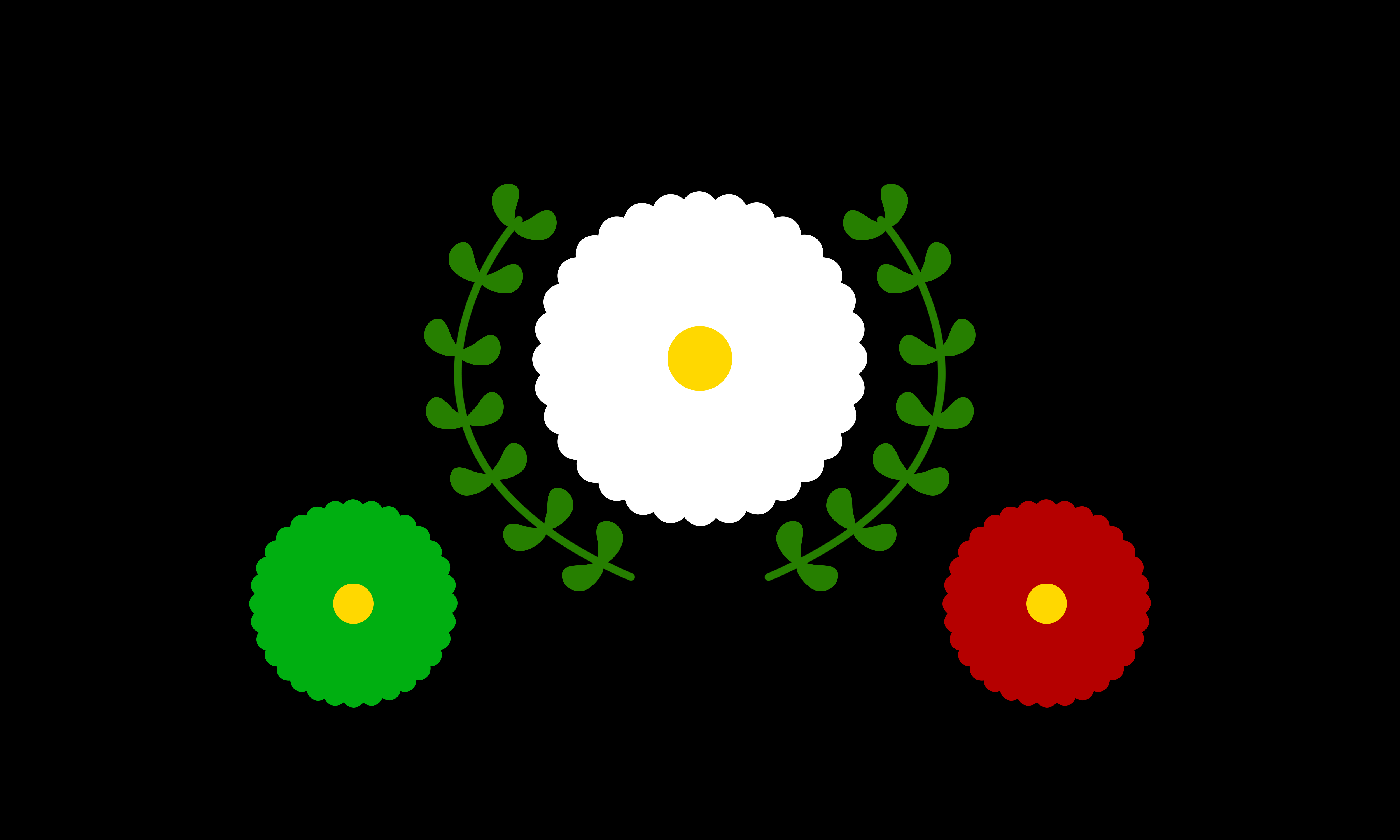
Bandera muxe
Bandera hijra
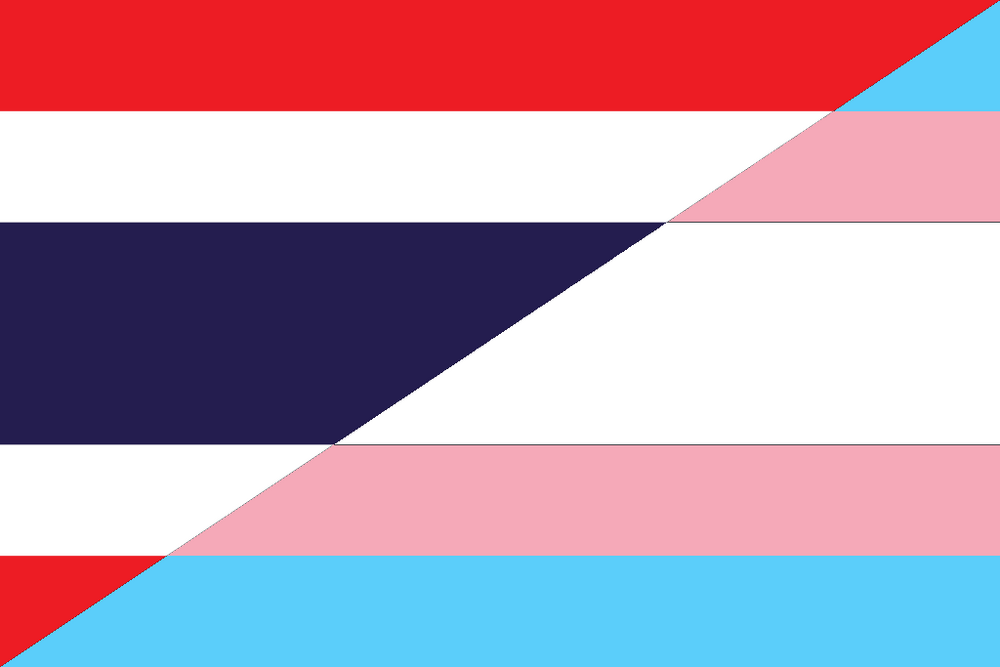
Bandera kathoey
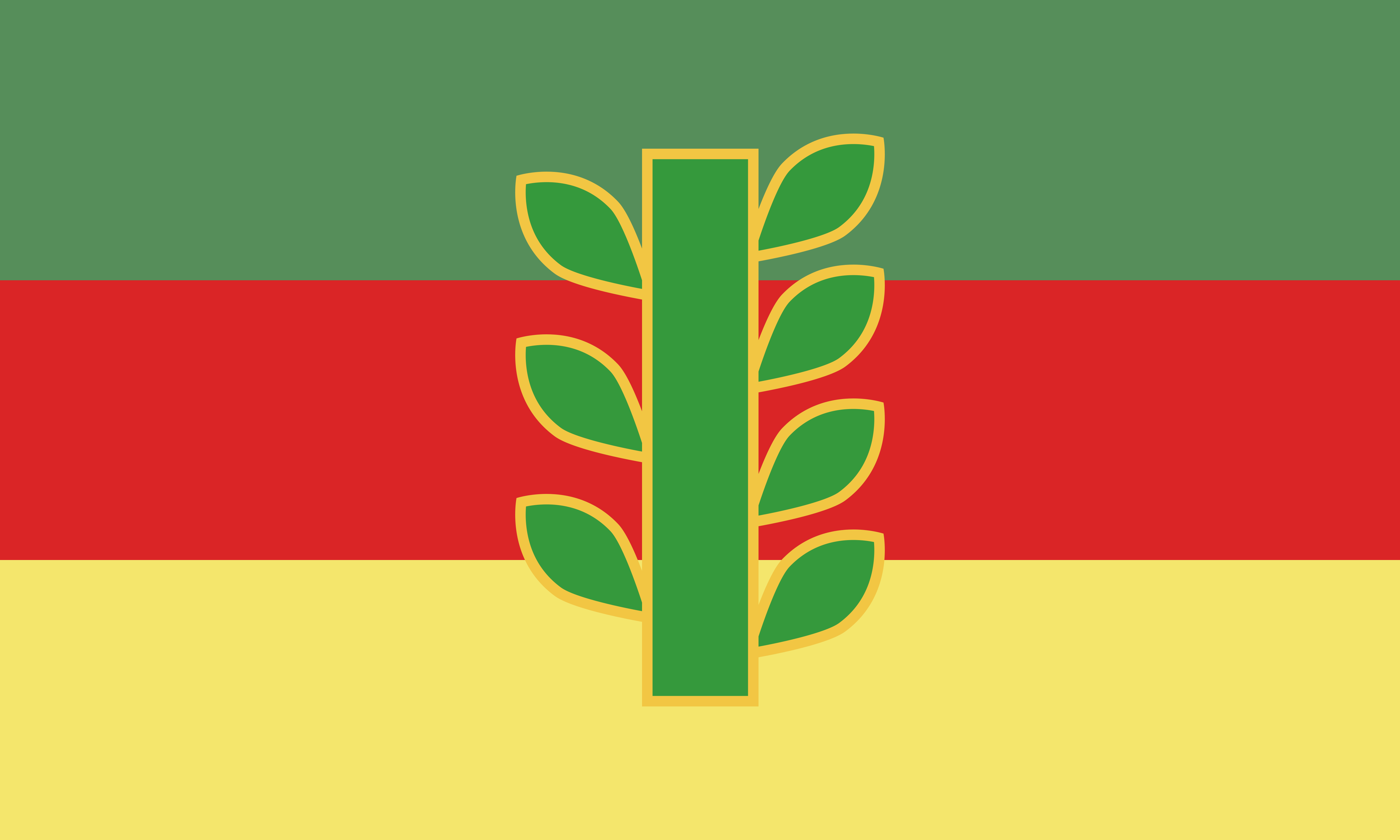
Bandera mahu
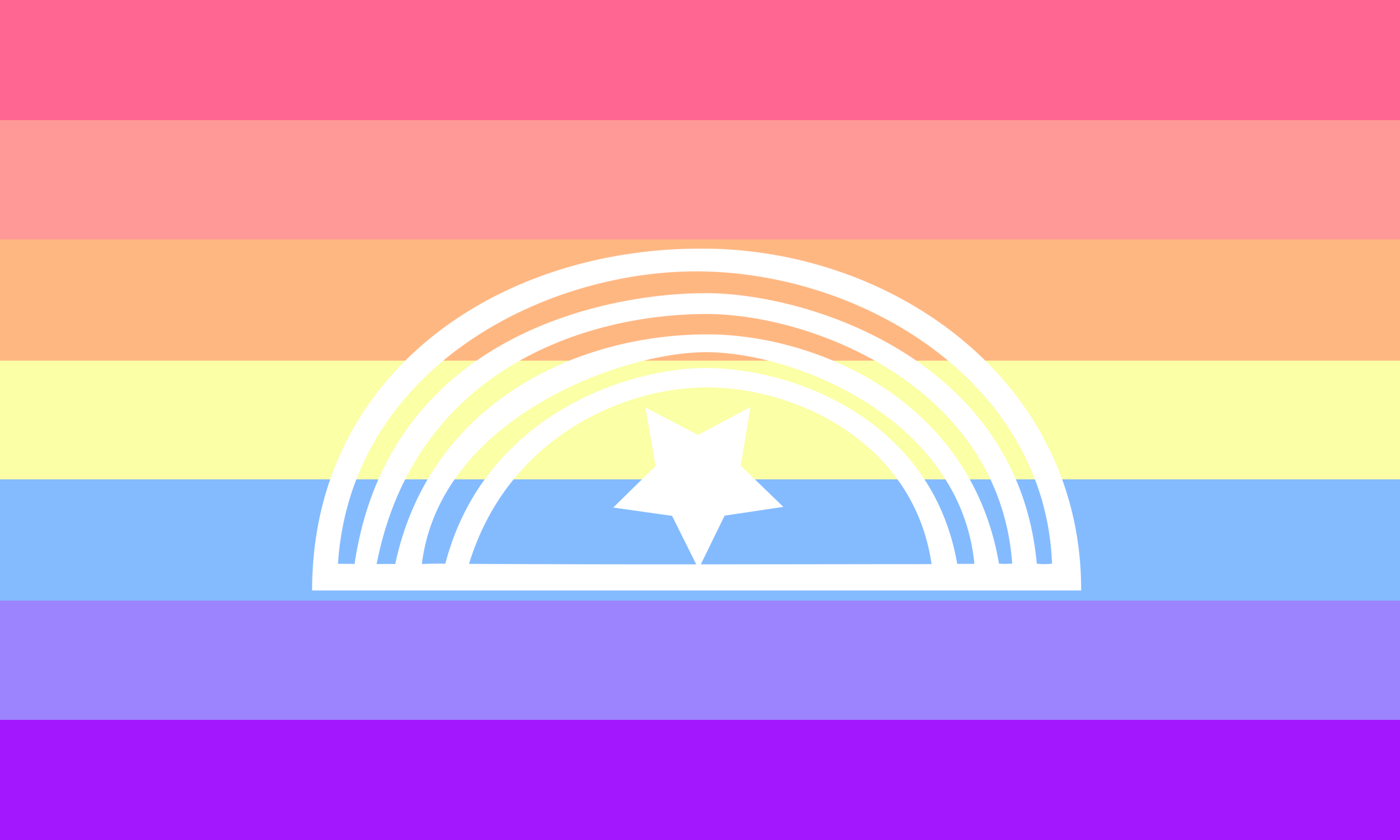
Bandera xenogénero
Bandera neutrois

## Expresión de género
La expresión de género es la forma en la que un individuo muestra su género al mundo que le rodea, valiéndonos para ello de un conjunto de elementos externos como la apariencia, el comportamiento, la actitud y los gestos que este utilizará para expresar su género, bien sea de forma normativa o no normativa. Aunque la expresión de género no depende de la orientación sexual, sí que está directamente condicionada por ella debido a los estereotipos sexuales. Mientras que una expresión de género normativa es acorde con la identidad de género del individuo, una expresión de género no normativa no suele concordar nunca lo suficiente con dicha identidad de género. Según esto, quienes tienen una expresión de género que no es acorde con su identidad de género suelen denominarse individuos de género no conforme (GNC). Entre hombres y niños, son GNC aquellos con una expresión de género afeminada, mientras que entre mujeres y niñas lo son aquellas que muestran una expresión de género masculina, independientemente de si su orientación es heterosexual, homosexual u otra distinta.
En este sentido, dentro de la comunidad lésbica se suele distinguir entre lesbianas femeninas (femme) y lesbianas masculinas (butch), del mismo modo que en la comunidad gay se diferencia entre homosexuales masculinos y afeminados. La interpretación errónea de estas expresiones de género provoca la creación de estereotipos que a menudo son nocivos para estos individuos, como lo son la identificación de la lesbiana butch como 'el hombre de la relación' o la creencia de que el afeminado debe ser necesariamente el que adopta siempre el rol pasivo en la cama. Dentro de la comunidad LGBT y en relación estrecha con la atracción sexual, también destacan las expresiones de género de las comunidades de osos (hombres maduros de cuerpo fornido y con abundante vello facial y corporal), twinks (hombres lampiños que apenas han superado la mayoría de edad) o leathers (personas atraídas por el uso de objetos de cuero negro), entre otras.
Cuando la expresión de género de un individuo no encaja parcial o totalmente dentro de la lógica del binarismo de género, este suele incluirse en la comunidad queer. Una persona será andrógina si esta falta de encaje es parcial, debido a que el género se ubica en un punto intermedio e indefinido entre la masculinidad y la feminidad. Por el contrario, esta será cuirgénero (genderqueer) si la falta de encaje en el género es total porque, además de tener una identidad de género no normativa, tampoco se identifica con ninguna expresión de género normativa.

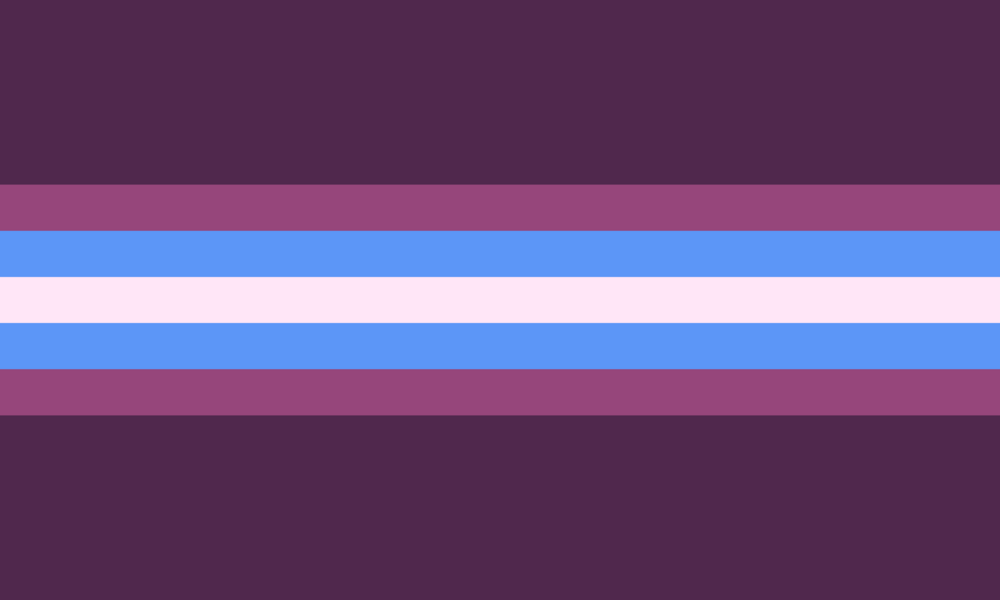
Bandera del género no conforme (GNC)
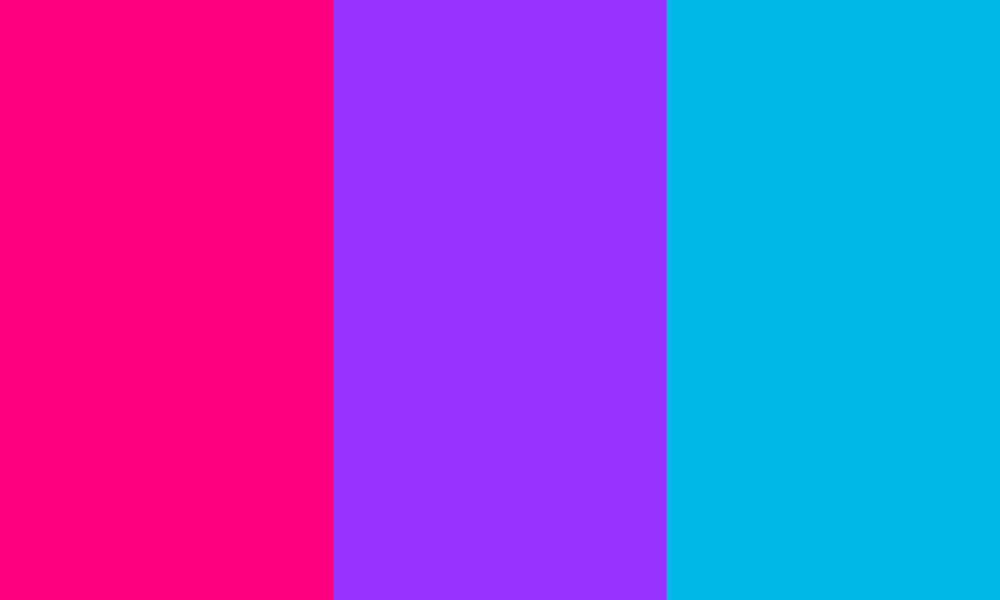
Bandera andrógina
Bandera cuirgénero
Bandera del lesbianismo femenino (femme)
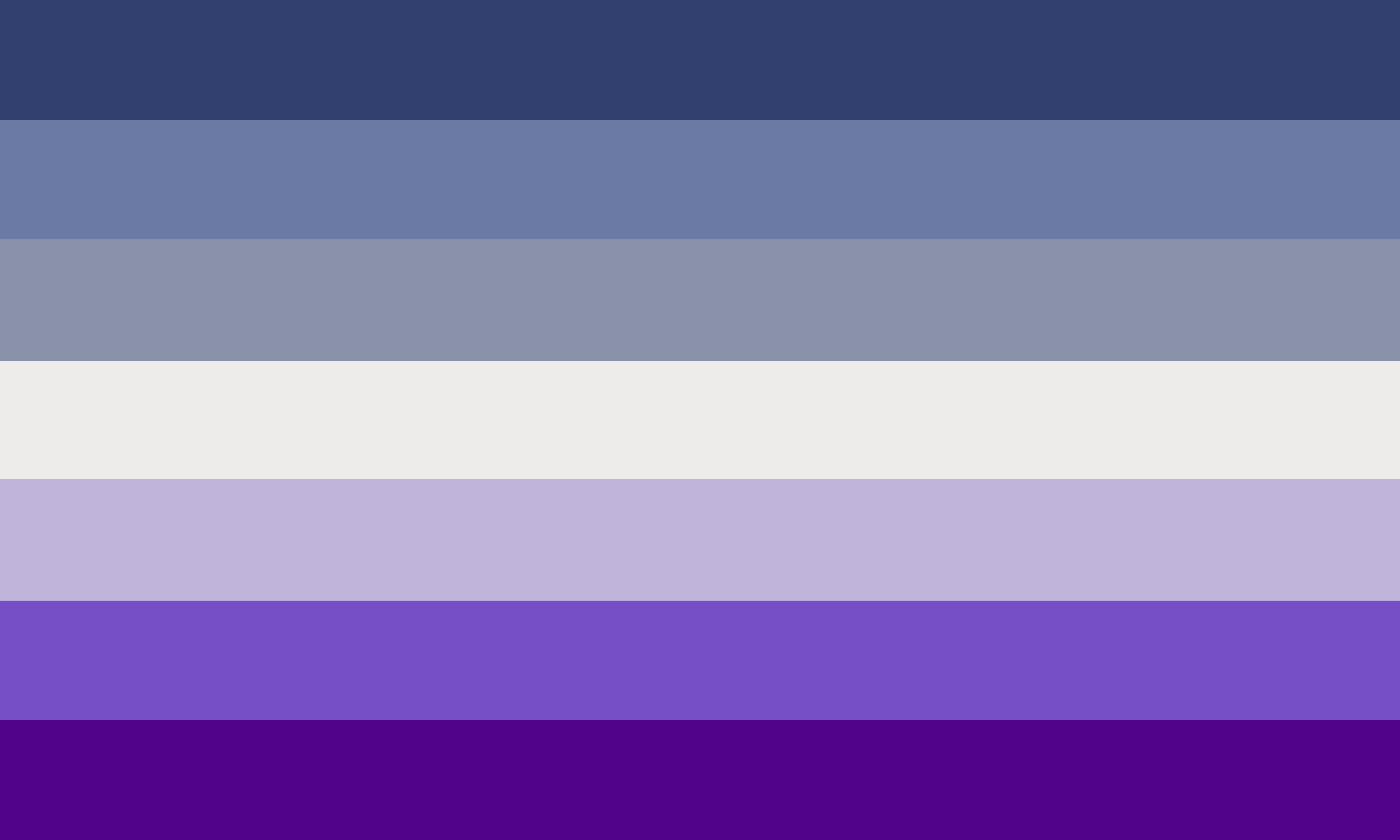
Bandera del lesbianismo masculino (butch)
Bandera de la comunidad de osos
Bandera de la comunidad twink

## Orientación sexual
La orientación sexual es la capacidad de sentir atracción sexual, emocional y afectiva por personas de un género distinto al propio y/o de un mismo género. Cuando la orientación sexual se rige por categorías binarias es posible distinguir orientaciones sexuales posibles: la heterosexualidad (atracción sexual hacia personas del género opuesto), la homosexualidad (atracción sexual hacia personas del mismo género) y la bisexualidad (atracción sexual hacia ambos géneros, aunque a veces se incluyen también los géneros no binarios). Sin embargo, existen además otras dos orientaciones: la pansexualidad (atracción hacia personas de todo género, incluidos los géneros no binarios) y la asexualidad (ausencia total o parcial de atracción sexual):

Bandera homosexual
Bandera bisexual
Bandera pansexual
Bandera asexual
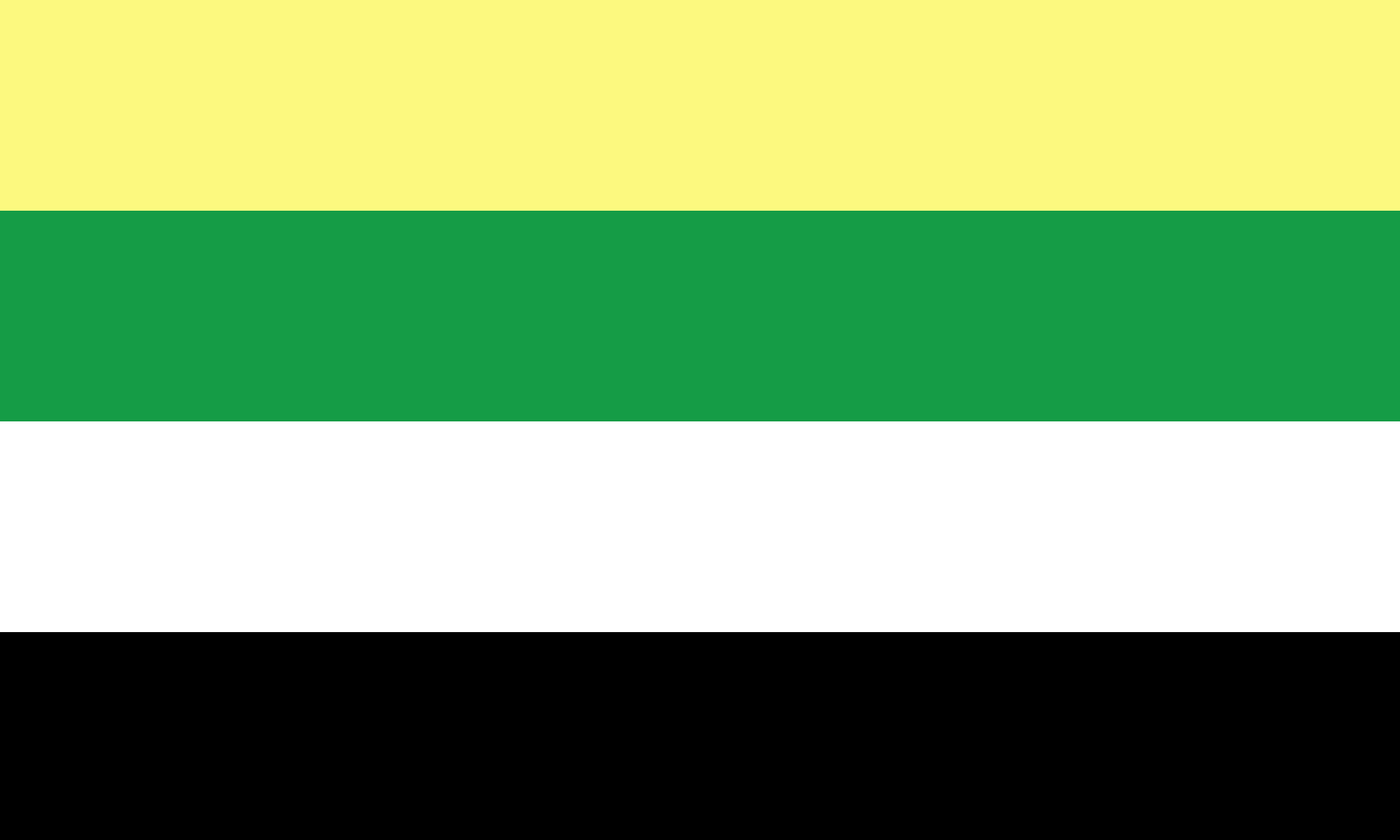
Bandera escoliosexual
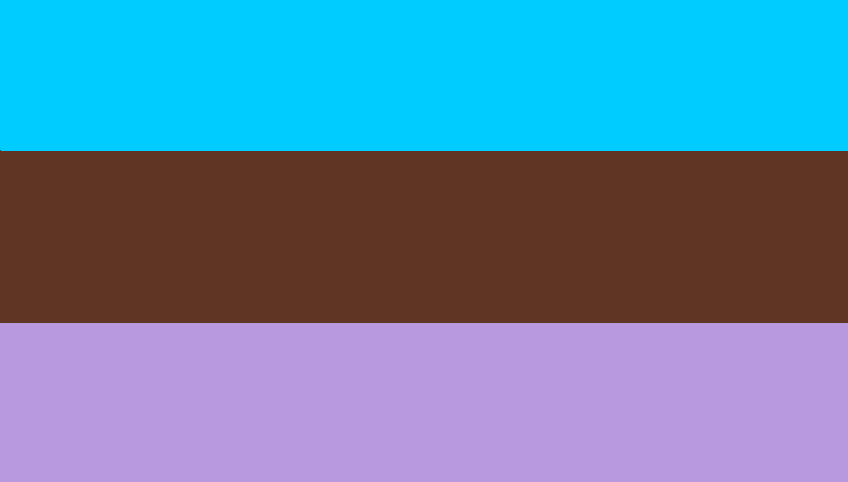
Bandera androsexual
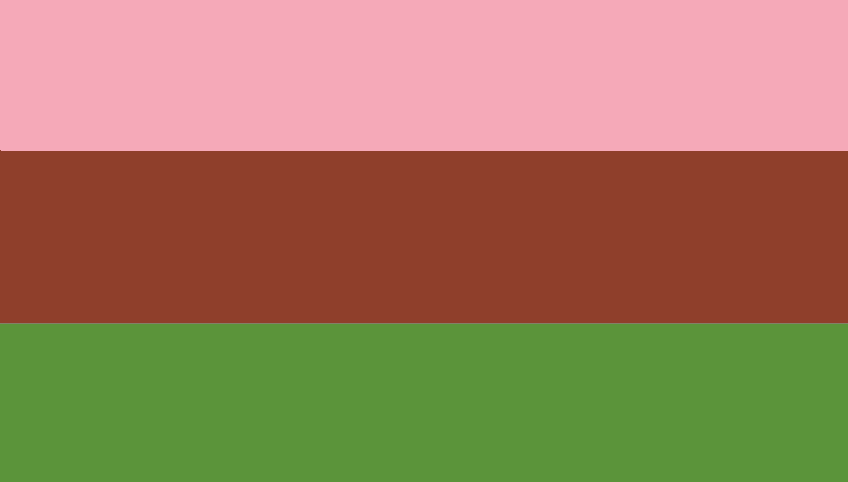
Bandera ginesexual
Bandera polisexual

### Atracción sexual
La atracción sexual es la cualidad de despertar interés hacia una persona sexuada, sobre la base del deseo sexual y en relación estrecha con la orientación sexual del individuo. A su vez, el atractivo sexual es la capacidad de atraer el interés sexual o erótico de otra persona, siendo un factor en la selección sexual. La atracción puede ser a las cualidades físicas, a los rasgos, a la estética, a los movimientos, a la voz, al olor o a otros factores. La atracción sexual se puede realizar mediante el uso de adornos, ropa o perfume que definan el estilo de una persona.
Los criterios de la atracción sexual se clasifican dentro de los parámetros de la alosexualidad (atracción sexual normativa) y de la asexualidad (ausencia total o parcial de atracción sexual), siendo la demisexualidad (atracción sexual sólo si previamente se experimenta una conexión emocional profunda) y la grisexualidad (espectro intermedio entre la asexualidad y la alosexualidad) categorías derivadas de la asexualidad. Otra variante relacionada con la asexualidad es el arromanticismo, definido como ausencia total o parcial de atracción romántica. Estrechamente relacionados con la atracción sexual estarían las anteriormente nombradas expresiones de género butch, femme, oso, twink o leather, propias de la comunidad LGBT.

Bandera demisexual
Bandera grisexual
Bandera arromántica